# فهرست استانداران ایران

## فهرست استانداران بر پایه استان
- آذربایجان شرقی
- آذربایجان غربی
- اردبیل
- اصفهان
- البرز
- ایلام
- بوشهر
- تهران
- چهارمحال و بختیاری
- خراسان
- خراسان شمالی
- خراسان رضوی
- خراسان جنوبی
- خوزستان
- زنجان
- سمنان
- سیستان و بلوچستان
- فارس
- قزوین
- قم
- کردستان
- کرمان
- کرمانشاه
- کهگیلویه و بویر احمد
- گلستان
- گیلان
- لرستان
- مازندران
- مرکزی
- هرمزگان
- همدان
- یزد